# 拜鄉家嘉
拜鄉家嘉（—1583年），日本戰國時代武將，織田信長家臣。出身尾張，通稱五左衛門，又名久盈，是拜鄉帶刀之子。據「三州史」評價「拝郷は尾張の産にして猛勇なり」，以善戰聞名。加賀國大聖寺城主。
原先仕於織田信長，後擔任柴田勝家的與力。天正4年（1576年），信長任命勝家為北陸方面軍司令官後，與勝家姪子佐久間盛政、養子柴田勝政共同征伐加賀一向一揆。期間曾經參與於犀川地區一向一揆總本山尾山御坊（金澤御坊）的總攻擊等戰役。
1583年，因功獲得加賀能美郡千代城1萬石，後轉封大聖寺城主8萬石。後來又與柴田勝政共同擊敗一揆方的得田小次郎、坪坂新五郎後，佔領松山城。一揆方為奪還鳥越城、二曲城而反撲，也再度遭到家嘉擊退。此後，一向一揆的勢力轉移到白山山麓。據「三州史」載，在平定越前一向一揆之戰立有大功，時有小兒聞其名而不敢泣的傳聞。
本能寺之變後，家嘉依然從屬於柴田勝家。天正11年（1583年），在賤岳之戰，前田利家父子進駐茂山砦牽制神明、堂木山之敵軍後，家嘉進駐別所山砦守備。勝家方的佐久間盛政、柴田勝政攻下大岩山砦時，家嘉也進攻在岩崎山砦的高山右近。右近遭擊退後，家嘉順勢佔領岩崎山砦。勝家下令『打下大岩山砦後，儘速撤回自己的陣地』，但佐久間盛政自信援軍未到，仍停留在大岩山砦休整；後來因為陣地突出，遭到秀吉一方的圍攻。家嘉受命前往救援而出陣，並擔任殿後軍遭到秀吉軍的七本槍圍攻，於柴田勝政、山路正國共同退却之際，於近江柳之瀨附近被福島正則討取。